# Katastrofa lotu Cabo Verde Airlines 5002
Katastrofa lotu Cabo Verde Airlines 5002 – katastrofa lotnicza, do której doszło 7 sierpnia 1999 roku na wyspie Santo Antão. Samolot Dornier Do-228 użytkowany przez linie Cabo Verde Airlines, należący od Sił Zbrojnych Republiki Zielonego Przylądka leciał z São Pedro do Agostinho Neto. W dniu katastrofy panowała niska widoczność spowodowana przez mgłę i deszcz. Podczas podejścia do lądowania maszyna rozbiła się na zalesionym zboczu góry na wysokości 1370 m n.p.m.  Przyczyną katastrofy był kontrolowany lot ku ziemi - przypadek, kiedy pilot nieumyślnie doprowadza do katastrofy całkowicie sprawnego technicznie samolotu. Zginęli wszyscy na pokładzie – dwóch członków załogi oraz szesnastu pasażerów, łącznie osiemnaście osób.

## Samolot
Samolotem, który uczestniczył w katastrofie był Dornier Do-228 należący do straży przybrzeżnej Sił Zbrojnych Republiki Zielonego Przylądka. Był on wówczas wypożyczony przez Cabo Verde Airlines. Numery rejestracyjne samolotu to D4-CBC.